# Moraczewo (powiat gnieźnieński)
Moraczewo – wieś w Polsce położona w województwie wielkopolskim, w powiecie gnieźnieńskim, w gminie Łubowo.
W latach 1975–1998 miejscowość należała administracyjnie do województwa poznańskiego.

## Grodzisko w Moraczewie
W pobliżu wsi zachowały się wały grodu piastowskiego. Wały grodziska sięgają 6–10 metrów, a pierwotna wysokość wałów mogła dochodzić do 17 metrów. Rozmiar zewnętrzny grodzisko to 100 na 120 metrów. Do grodziska z jednej strony przylega wysychający stawek, prawdopodobnie pozostałość fosy. Pierwszy gródek powstał na przełomie IX/X wieku w południowo-zachodniej części grodziska, następnie w poł. X w. (940?) dobudowano część północno-wschodnią. Kolejna faza to rozbudowa południowo-zachodniej części z większym budynkiem przed 960.
Podczas badań odkryto niespotykane nigdzie w Wielkopolsce dwa budynki halowe o wymiarach 14x10,5 m oraz 12x8,5 m. Większy budynek był zlokalizowany w zachodniej części grodu, mniejszy prawdopodobnie we wschodniej.